# خانه گلشن
خانه گلشن مربوط به دوره پهلوی اول است و در شیراز، خیابان زند، کوچه شهرداری سابق واقع شده و این اثر در تاریخ ۱۰ خرداد ۱۳۸۲ با شمارهٔ ثبت ۸۹۸۸ به‌عنوان یکی از آثار ملی ایران به ثبت رسیده است.